# Hot Tails
Hot Tails ist der deutsche Titel einer dreibändigen Hentai-Mangareihe des japanischen Künstlers Toshiki Yui, die sich aus den zwei ursprünglichen Werken Hot Junction und Wingding Party zusammensetzt.

## Handlung
Im Mittelpunkt der einzelnen Kapitel des Werkes stehen kürzere in sich abgeschlossene Geschichten, in denen immer wieder auch Futanari die Hauptrolle übernehmen und es zur Darstellung eines Sexualakts mit unterschiedlichem Hintergrund kommt. Die Szenen reichen dabei vom Yuri, über Vergewaltigungshandlungen bis hin zu reiner Phantasie. So wechseln sich Doktorspielchen mit dem Auftreten des Weihnachtsmanns oder wilder Dämonen ab, dessen Zielsetzung es ist, in etwa 10 bis 20 Seiten einen ausgefallenen Sexualakt zu vollführen.

## Entstehung und Veröffentlichungen
Die dreiteilige Mangareihe Hot Tails, die 2000 bis 2002 vom belgischen Verlag BD erotix in Deutschland publiziert wurde, setzt sich aus den zwei ursprünglichen Werken von Toshiki Yui zusammen. Ersteres war der aus zwei Bänden bestehende Manga Hot Junction (ホットジャンクション), der 1994 von Kadokawa Shoten herausgegeben wurde. Zweites war der Einbänder Wingding Party (ウィンディングパーティー), der 1990 bei Tatsumi Shuppan erschien und in den dritten Teil der Reihe einfloss.
In den Vereinigten Staaten erschien unterdessen Hot Junction als Hot Tails und die weiteren Kapitel von Wingding Party als Wingding Orgy: Hot Tails Extreme.

## Rezeption
Derek Guder beschrieb die Geschichten von Toshiki Yui in Bezug auf Hot Tails als einen „Mix aus Sex, Humor und bizarren Vorstellungen“, bei denen er surreale Geschichten erzähle, die dennoch sexuell und bizarr seien. Die Zeichnungen selbst bewertete er als noch etwas unsauber, was besonders in den älteren seiner Geschichten auffallen soll, zu denen Hot Tails gehört. Laut Jason Thompson ist dieser das einem westlichen Publikum wohl bekannteste Werk mit Futanari in der Hauptrolle.